# Біще

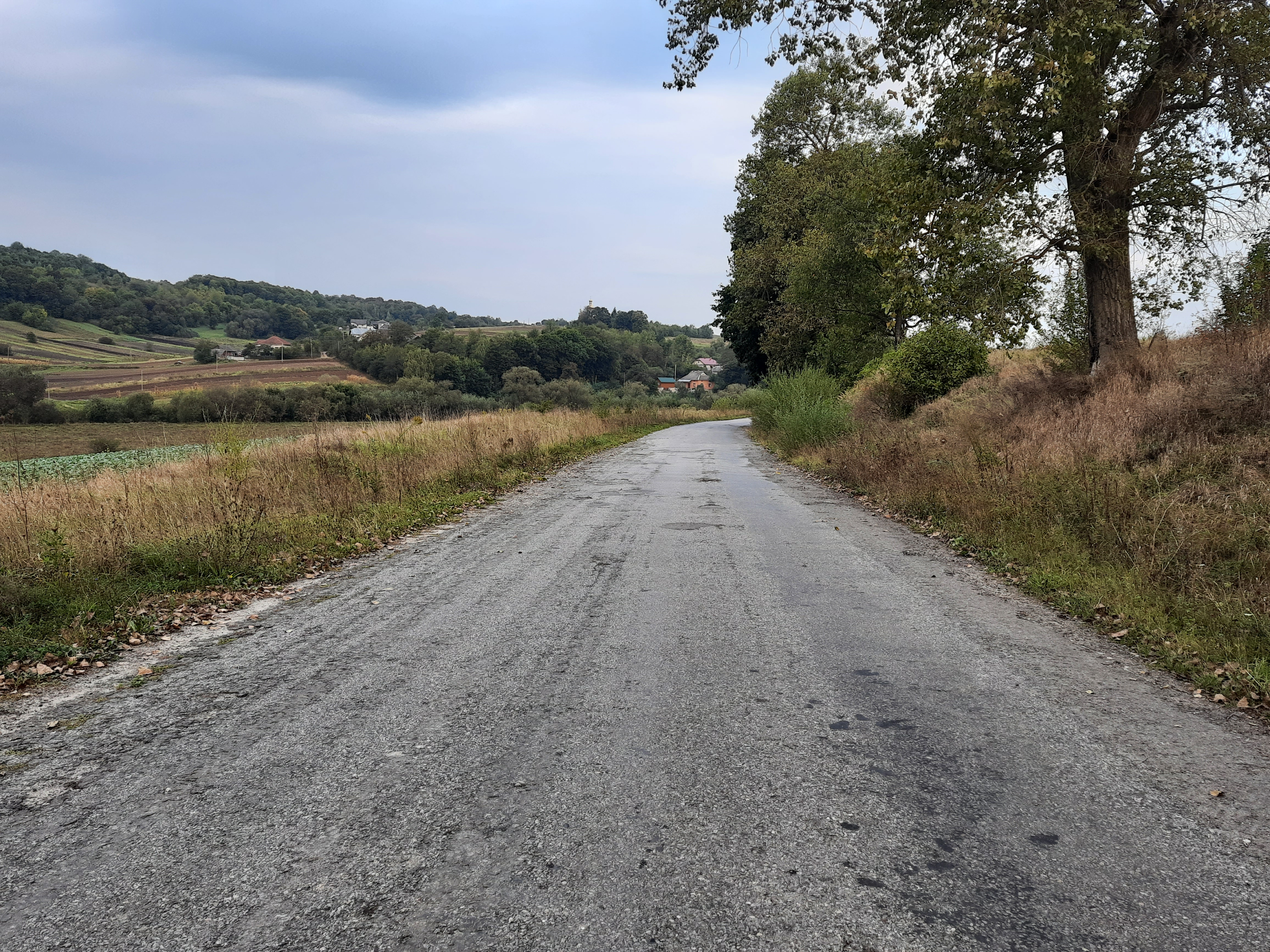
Дорога в село

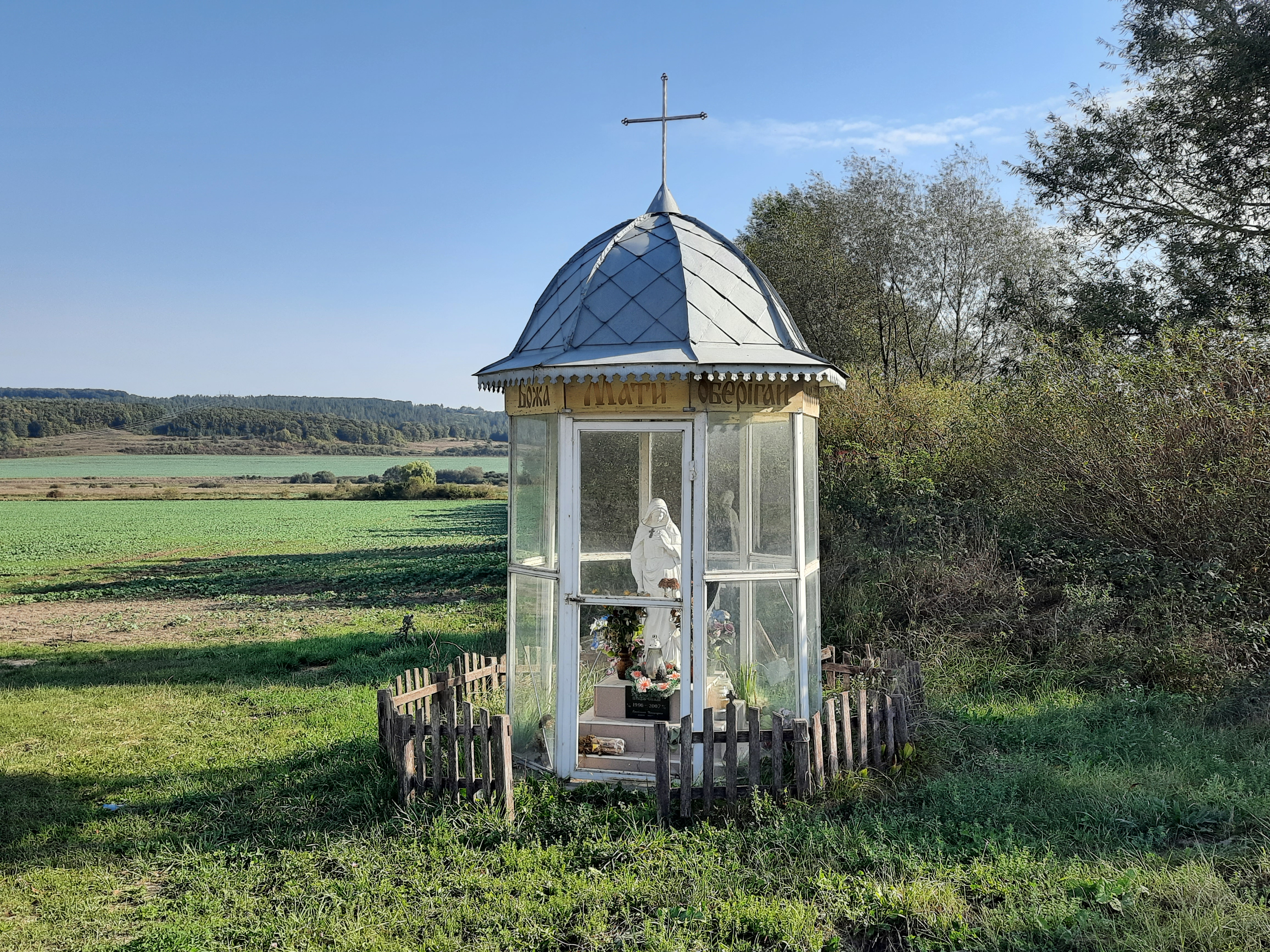
Капличка

Бі́ще (давніше польською Buszcze) —  село в Україні, у Бережанській міській громаді Тернопільського району Тернопільської області. До 2020 - центр Біщівської сільради якій було підпорядковане  с. Залужжя. 
Населення — 556 осіб (2003). Дворів — 161.

## Географія
Село розташоване над правою відногою річки Золотої Липи, що випливає з Гологірської височини.
У селі є 4 вулиці: Гайова, Лесі Українки, Леся Курбаса та Шевченка.

## Історія

### Давня історія
На підставі давніх переказів та топографічних відомостей багато істориків стверджують, що Біще в давнину було укріпленим городом. Є. Манацький, зокрема, звертає увагу на те, що в Біщу є гора Вали, на якій досі можна побачити штучно насипані оборонні вали: від північної сторони 7 валів, західної та південної — по 5. Зі сходу вали практично не збереглися, позаяк ця територія була під управою або під забудовою господарств. Тут же, від східної частини, де ці вали спадають стрімко до річки Золотої Липи, був колись великий став, що простягався від Біща до Поручина далеко на північ. На вершині «Валів» стоїть нині церква, оточена ще одним круглим валом.

### Королівський період

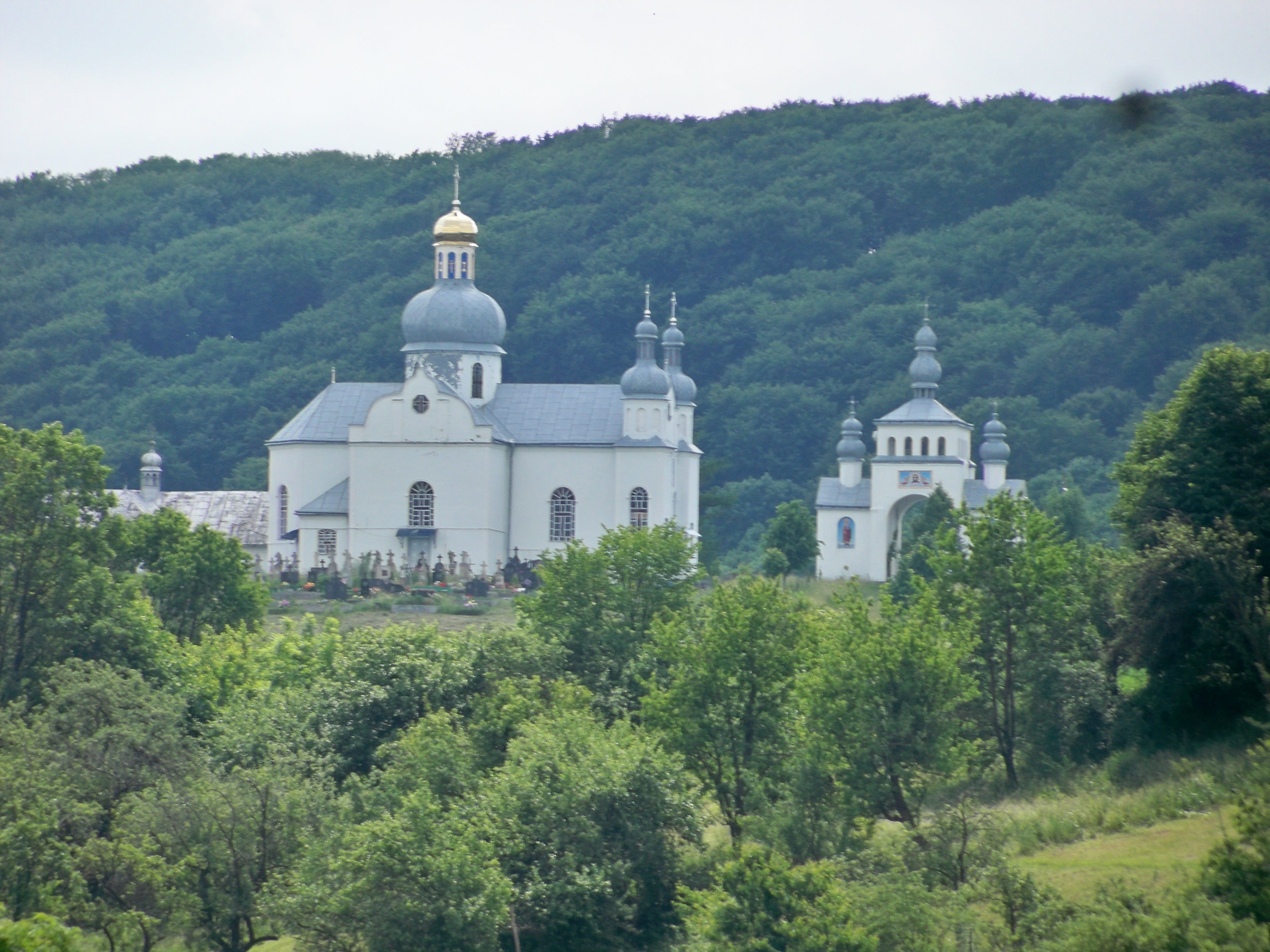

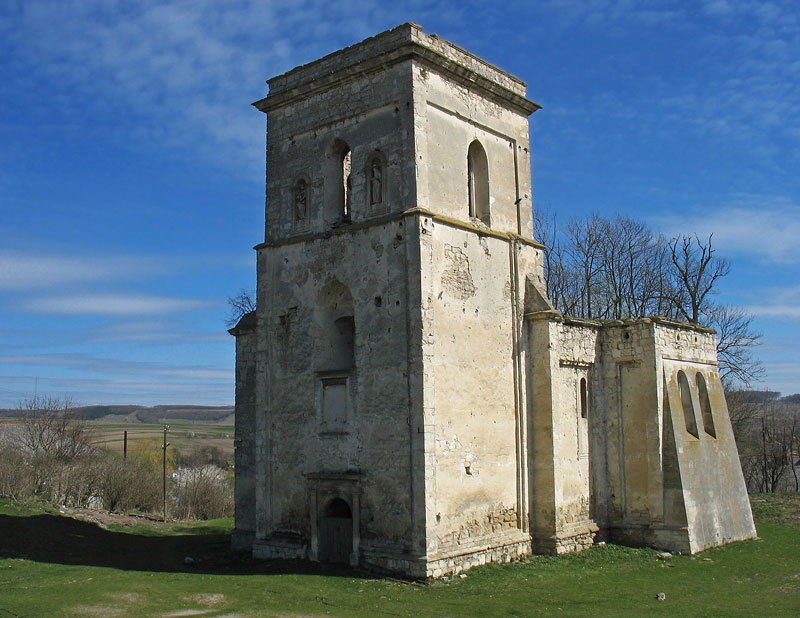

Коли було засновано Біще невідомо. Перша писемна згадка походить з 1339 року. Згідно із відомостями колишнього посадника Бережан Вишнєвського, які походять з 1930-х років, Біще заклав та розбудував у середині XIV століття власник цього села Бощ, від якого й пішла назва поселення.
Юзеф Відаєвич, професор Познанського університету та син органіста костелу в Біщі, доводив, що поселення заснував шляхтич Ян Бощ 1339 року і від його імені пішла назва села. Начебто цей Бощ за допомогою отців-домініканів організував тут римо-католицьку парохію та збудував костел. Коли ж до влади прийшов король Владислав ІІ Ягайло, в околиці був побудований так званий «королівський шлях», який свого часу відіграв суттєву роль в посиленні торгових зв'язків. Коли Ян Бощ зістарився, його сусідка Клара Романовська скористувалася ситуацією, зробила напад на Біще, прогнала Боща, а село забрала собі. Був судовий процес — виграла Романовська. Можна ще додати, що рід Романовських вимер на початку XVI століття, а їх маєтності відійшли Потоцьким.
Згодом шляхтич Я. Бощ на основі королівського привілею заклав містечко Біще та фортифікований домініканський костел. 1417 року Ягайло гостював тут із третьою дружиною Ельжбетою Пілєцькою-Ґрановською, якій належало Біще.
1626 року внаслідок нападу татар село було повністю зруйноване.

### Австрійський період
У 1909—1944 роках через село проходила залізниця Львів-Підгайці.

### Незалежна Україна
12 червня 2020 року, відповідно до розпорядження Кабінету Міністрів України № 724-р «Про визначення адміністративних центрів та затвердження територій територіальних громад Тернопільської області» увійшло до складу Бережанської міської громади.
19 липня 2020 року, в результаті адміністративно-територіальної реформи та ліквідації Бережанського району, село увійшло до складу Тернопільського району.

## Населення
Населення села в минулому:
| Рік  | Число осіб | Українців греко-католиків | Поляків та римо-католиків | Євреїв |
| ---- | ---------- | ------------------------- | ------------------------- | ------ |
| 1900 | 869        | 501                       | 311                       | 66     |
| 1939 | ▲ 1059     | ▲ 589                     | ▲ 430                     | ▼ 40   |

### Мова
Розподіл населення за рідною мовою за даними перепису 2001 року:
| Мова       | Кількість | Відсоток |
| ---------- | --------- | -------- |
| українська | 547       | 100%     |

## Політика
Від 28 квітня 2012 року село належить до виборчого округу 165.

### Парламентські вибори, 2019
На позачергових парламентських виборах 2019 року у селі функціонувала окрема виборча дільниця № 610012, розташована у приміщенні народного дому.
Результати
- зареєстровано 372 виборці, явка 72,58%, найбільше голосів віддано за Всеукраїнське об'єднання «Батьківщина» — 21,59%, за «Слугу народу» — 19,32%, за Радикальну партію Олега Ляшка — 12,12%[9]. В одномандатному окрузі найбільше голосів отримав Іван Чайківський (самовисування) — 43,28%, за Петра Репелу (Всеукраїнське об'єднання «Батьківщина») — 14,93%, за Володимира Кісілевича (Слуга народу) — 12,69%[10].

## Пам'ятки
- Оборонний костел (16 ст.)

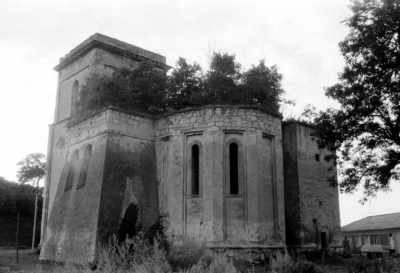
Костел Успення Діви Марії

- церква святих мучеників Бориса та Гліба (1927; дерев'яна)
- новозбудована однойменна церква (1996; кам'яна)
- польський цвинтар (16 — 20 століття)

Споруджено капличку Божої Матері (1870; реконструйовано 2003).
У селі встановлено пам'ятники та пам'ятні знаки:
- Пам'ятник полеглим у німецько-радянській війні воїнам-односельцям (1983);
- насипані символічну могили в урочищі «Вали» (відновлено 1990) і на місці загибелі трьох вояків УПА (1992);
- меморіальну таблицю борцям ОУН та УПА (1996),
- пам'ятник жителям села, які загинули за волю України (1999; збудована за кошти жителя США В. Ворони).

### Пам'ятний знак на честь проголошення незалежності України
Встановлений 1992 року на честь 1-ї річниці проголошення незалежності України (пам'ятка історії місцевого значення). Розташований на роздоріжжі сіл Біще та Поручина.

## Соціальна сфера
Діють загальноосвітня школа І—ІІ ступенів, бібліотека.

## Відомі люди

### Народилися
- Баран Василь Павлович (1 вересня 1937) — український господарник. Заслужений лісівник України;
- Відаєвич Н. — професор;
- Миколишин О. — громадсько-освітній діяч;
- Кізима Іван — керівник Бережанського районного проводу ОУН, Лицар Бронзового хреста заслуги УПА.
- Кузів Михайло Петрович
- Лавров Віталій Васильович (* 1960) — країнський еколог-системолог, лісівник, доктор сільськогосподарських наук;
- Шупляк Олег Ілліч (23 вересня 1967) — український художник, педагог.
- Шупляк Ніна Дмитрівна (нар. 1939) — українська майстриня народного живопису.
- Юзеф Відаєвич